# Manuel del Pópulo Vicente García

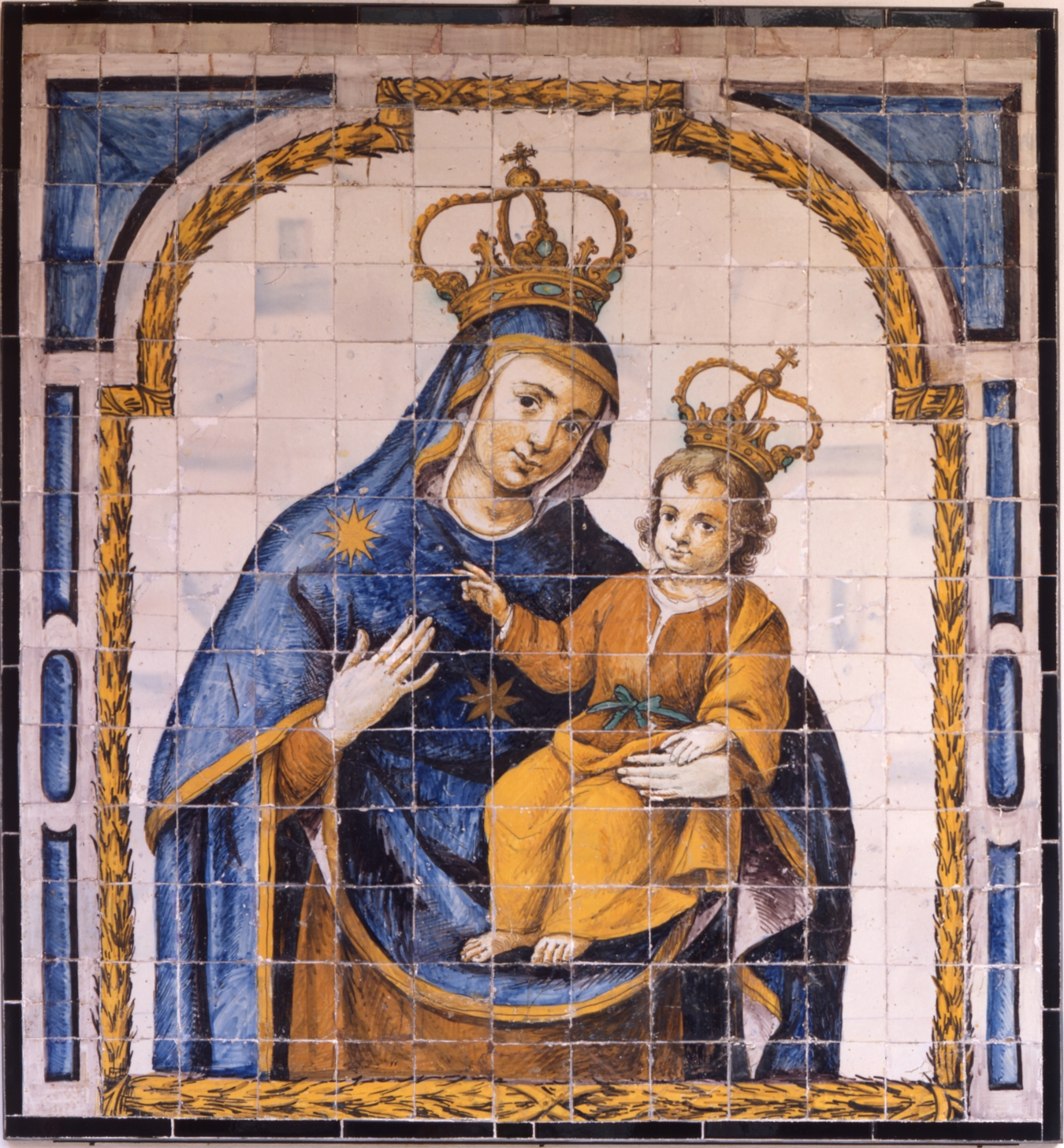
Nuestra Señora del Pópulo (Sevilla)

Manuel del Pópulo Vicente García, född 22 januari 1775 i Sevilla, död 10 juni 1832 i Paris, spansk sångare och operakompositör.
Han hade fått sin sångutbildning hos tenoren Giovanni Ansani som i sin tur var elev till Niccolo Porpora.
Han var redan vid 17 års ålder som sångare (tenor), tonsättare och dirigent känd i sitt hemland. Därifrån anträdde han konstresor till Paris (1808, 1819-24), Italien (1811-16) och London (1817, 1824). I spetsen för ett operasällskap besökte han 1825-28 New York och Mexiko. Under återresan till Europa (1829) utplundrad på sina rikedomar, ägnade han sig i Paris åt sångundervisning, som han redan ett tiotal av år förut varit verksam och då grundat den berömda sångskola, som undervisade sådana artister som hans båda döttrar Maria Malibran och Pauline Viardot-Garcia samt sonen Manuel Patricio Rodríguez García. Hans operor (19 spanska, 21 italienska och 8 franska) hade på sin tid mycken framgång.
Han kreerade rollen som Almaviva i Rossinis opera Barberaren i Sevilla.

## Operor
- La Maja y el Majo.
- La Declaración.
- El Seductor Arrepentido.
- El reloj de madera
- Quien Porfía Mucho Alcanza.
- El luto fingido.
- El Criado Fingido.
- El Padrasto, o quien a yerro mata a yerro muere.
- El Poeta Calculista.
- El cautiverio aparente.
- Los lacónicos o La trampa descubierta
- El Preso.
- Los Ripios del Maestro Adán.
- Il Califfo di Bagdad.
- Tella e Dallaton o sia La donzella di Raab
- Le Prince d’Occasion.
- Il Fazzoletto.
- La figlia del Aria.
- La mort du Tasse.
- La Meunière.
- Florestan.
- Astuzie e Prudenza.
- La Buona Famiglia.
- Il Lupo d’Ostenda.
- Tancredi Romeo.
- Zelmira El Abufar.
- Semiramis Xaira.
- El Gitano por Amor.
- Don Chisciotte.
- El Zapatero de Bagdad.
- Los Maridos Solteros.
- L'isola disabitata